# 5 000 mètres féminin aux Jeux olympiques d'été de 2004
Navigation
Sydney 2000 Pékin 2008
L'épreuve du 5 000 mètres féminin aux Jeux olympiques de 2004 a eu lieu le 20 pour les séries et le 23 août pour la finale, dans le Stade olympique d'Athènes.

## Records
Avant cette compétition, les records dans cette discipline étaient les suivants :
| Record du monde  | 14 min 24 s 68 | Elvan Abeylegesse | Turquie  | 10 juin 2004      | Bergen |
| Record olympique | 14 min 40 s 79 | Gabriela Szabo    | Roumanie | 25 septembre 2000 | Sydney |

## Médaillées
| Or            | Argent           | Bronze          |
| Meseret Defar | Isabella Ochichi | Tirunesh Dibaba |

## Résultats

### Finale (23 août)
| Rang               | Athlète                  | Pays            | Temps          |
| ------------------ | ------------------------ | --------------- | -------------- |
| Médaille d'or      | Meseret Defar            | Éthiopie        | 14 min 45 s 65 |
| Médaille d'argent  | Isabella Ochichi         | Kenya           | 14 min 48 s 19 |
| Médaille de bronze | Tirunesh Dibaba          | Éthiopie        | 14 min 51 s 83 |
| 4                  | Yelena Zadorozhnaya      | Russie          | 14 min 55 s 52 |
| 5                  | Joanne Pavey             | Grande-Bretagne | 14 min 57 s 87 |
| 6                  | Gulnara Samitova-Galkina | Russie          | 15 min 02 s 30 |
| 7                  | Irina Mikitenko          | Allemagne       | 15 min 03 s 36 |
| 8                  | Sun Yingjie              | Chine           | 15 min 07 s 23 |
| 9                  | Xing Huina               | Chine           | 15 min 07 s 41 |
| 10                 | Sentayehu Ejigu          | Éthiopie        | 15 min 09 s 55 |
| 11                 | Margaret Maury           | France          | 15 min 09 s 77 |
| 12                 | Elvan Abeylegesse        | Turquie         | 15 min 12 s 64 |
| 13                 | Liliya Shobukhova        | Russie          | 15 min 15 s 64 |
| 14                 | Sonia O'Sullivan         | Irlande         | 16 min 20 s 90 |
|                    | Edith Masai              | Kenya           | ab.            |

### Séries (20 août)
41 athlètes étaient inscrites et ont couru dans deux séries. Les cinq premières de chaque série et les cinq athlètes avec les meilleurs temps suivants se sont qualifiées pour la finale.
| Rang | Athlète               | Pays             | Temps                 |
| ---- | --------------------- | ---------------- | --------------------- |
| 1    | Tirunesh Dibaba       | Éthiopie         | 15 min 00 s 66 Q      |
| 2    | Sentayehu Ejigu       | Éthiopie         | 15 min 01 s 31 Q      |
| 3    | Yelena Zadorozhnaya   | Russie           | 15 min 01 s 77 Q      |
| 4    | Liliya Shobukhova     | Russie           | 15 min 01 s 86 Q      |
| 5    | Edith Masai           | Kenya            | 15 min 01 s 92 Q      |
| 6    | Irina Mikitenko       | Allemagne        | 15 min 02 s 16 q      |
| 7    | Sun Yingjie           | Chine            | 15 min 03 s 00 q (SB) |
| 8    | Émilie Mondor         | Canada           | 15 min 20 s 15        |
| 9    | Marla Runyan          | États-Unis       | 15 min 24 s 88        |
| 10   | Tezeta Dengersa       | Turquie          | 15 min 26 s 64        |
| 11   | Kimberley Smith       | Nouvelle-Zélande | 15 min 31 s 80        |
| 12   | Docus Inzikuru        | Ouganda          | 15 min 38 s 59        |
| 13   | Shayne Culpepper      | États-Unis       | 15 min 40 s 02        |
| 14   | Ebru Kavaklioglu      | Turquie          | 15 min 52 s 39        |
| 15   | Maria McCambridge     | Irlande          | 15 min 57 s 42        |
| 16   | Souad Aït Salem       | Algérie          | 16 min 02 s 10        |
| 17   | Dulce María Rodríguez | Mexique          | 16 min 08 s 07        |
| 18   | Zeinab Bakour         | Syrie            | 17 min 18 s 66        |
| 19   | Francine Niyonizigiye | Burundi          | 17 min 21 s 27        |
| 20   | Elizabeth Zaragoza    | Salvador         | ab.                   |

| Rang | Athlète                  | Pays            | Temps                 |
| ---- | ------------------------ | --------------- | --------------------- |
| 1    | Meseret Defar            | Éthiopie        | 14 min 52 s 39 Q      |
| 2    | Elvan Abeylegesse        | Turquie         | 14 min 54 s 80 Q      |
| 3    | Joanne Pavey             | Grande-Bretagne | 14 min 55 s 45 Q      |
| 4    | Isabella Ochichi         | Kenya           | 14 min 55 s 69 Q      |
| 5    | Xing Huina               | Chine           | 14 min 56 s 01        |
| 6    | Margaret Maury           | France          | 14 min 56 s 79 q (PB) |
| 7    | Sonia O'Sullivan         | Irlande         | 14 min 59 s 61 q      |
| 8    | Gulnara Samitova-Galkina | Russie          | 15 min 05 s 78 q      |
| 9    | Jane Wanjiku Gakunyi     | Kenya           | 15 min 14 s 57        |
| 10   | Kirsi Valasti            | Finlande        | 15 min 33 s 78        |
| 11   | Shalane Flanagan         | États-Unis      | 15 min 34 s 63        |
| 12   | María Protópappa         | Grèce           | 15 min 35 s 07        |
| 13   | Volha Krautsova          | Biélorussie     | 15 min 44 s 01        |
| 14   | Restituta Joseph         | Tanzanie        | 15 min 45 s 11        |
| 15   | Catherine Chikwakwa      | Malawi          | 15 min 46 s 17        |
| 16   | Courtney Babcock         | Canada          | 15 min 47 s 35        |
| 17   | Krisztina Papp           | Hongrie         | 15 min 58 s 44        |
| 18   | Inês Monteiro            | Portugal        | 16 min 03 s 75        |
| 19   | Supriyati Sutono         | Indonésie       | 16 min 34 s 14 (SB)   |
| 20   | Nebiat Habtemariam       | Érythrée        | 16 min 49 s 01        |
| 21   | Inés Melchor             | Pérou           | 17 min 08 s 07        |

## Légende
Records et Performances
- AR : Record continental (area record)
- CR : Record des championnats (championship record)
- MR : Record du meeting (meet record)
- NR : Record national (national record)
- OR : Record olympique (olympic record)
- PR : Record paralympique (paralympic record)
- PB : Record personnel (personal best)
- SB : Meilleure performance personnelle de la saison (season's best)
- WL : Meilleure performance mondiale de l'année (world leader)
- WJR : Record du monde junior (world junior record)
- WR : Record du monde (world record)

Circonstances et Conditions
- DNF : N'a pas terminé (did not finish)
- DNS : N'a pas pris le départ (did not start)
- DQ : Disqualification (disqualification)
- NM : Aucun essai valable enregistré (No Mark)
- Q : Qualifié « directement » au prochain tour (ou à la prochaine compétition), lors d'une compétition majeure, grâce au classement ou à la réalisation des minima (automatic qualifier)
- q : Qualifié au prochain tour (ou à la prochaine compétition), lors d'une compétition majeure, grâce au repêchage ou à la réalisation de l'une des meilleures performances parmi celles des « non qualifiés directement » (grâce au meilleur temps ou à la meilleure distance par exemple) (secondary qualifier)

## Sources
- (en) Cet article est partiellement ou en totalité issu de l’article de Wikipédia en anglais intitulé « Athletics at the 2004 Summer Olympics – Women's 5000 metres » (voir la liste des auteurs).